# Коршунков, Пётр Валерьевич
Пётр Вале́рьевич Коршунко́в (род. 31 января 1970, Якутск, РСФСР, СССР) — российский актёр. Стал известным после исполнения роли Пули в фильме Романа Качанова «ДМБ» (2000).

## Биография
Родился 31 января 1970 года.
В 1996 году окончил Якутский филиал Школы-студии МХАТ, стажировался в Москве — в мастерской Дурова. В 1997 году стал актёром Московского государственного музыкального театра под руководством Геннадия Чихачёва, позже перешёл в Театр на Покровке п/р Сергея Арцибашева, откуда был уволен в 2013 году.
Популярность приобрёл в 2000 году с выходом фильма «ДМБ».
В 2000-е годы снялся в продолжениях фильма «ДМБ», а также в нескольких других фильмах, преимущественно в эпизодических ролях.
В октябре 2009 года был задержан с поличным при попытке сбыта наркотиков, был признан виновным по ст. 228 УК РФ (сбыт наркотических средств) и в феврале 2010 года приговорён к двум годам лишения свободы условно.
20 мая 2022 года на телеканале НТВ был показан выпуск телепередачи «Звёзды сошлись», посвящённый знаменитостям, судьбы которых были разрушены алкоголем или запрещёнными веществами. Одной из таких знаменитостей был и Пётр Коршунков, рассказавший, что почти двадцать лет находился в сильной алкогольной зависимости. К моменту съёмок он уже преодолел эту зависимость, вернулся к актёрской работе в театре и кино.

## Фильмография
| Год       |     | Название                                         | Роль                                         |
| --------- | --- | ------------------------------------------------ | -------------------------------------------- |
| 2000      | ф   | ДМБ                                              | «Пуля» (рядовой Геннадий Бобков)             |
| 2000      | ф   | ДМБ-002                                          | «Пуля» (рядовой Геннадий Бобков)             |
| 2001      | с   | Дальнобойщики                                    | Залетный                                     |
| 2001      | ф   | ДМБ-003                                          | «Пуля» (рядовой Геннадий Бобков)             |
| 2001      | ф   | ДМБ-004                                          | «Пуля» (рядовой Геннадий Бобков)             |
| 2001      | ф   | ДМБ:Снова в бою                                  | «Пуля» (рядовой Геннадий Бобков)             |
| 2001      | с   | Медики                                           | санитар (5 серия)                            |
| 2003      | с   | Русские в городе ангелов                         | Поляков-младший (заложник)                   |
| 2003      | ф   | День хомячка                                     | «Пуля»                                       |
| 2005      | с   | Взять Тарантину                                  | эпизод                                       |
| 2005      | ф   | Здравствуйте, мы — ваша крыша!                   | Семён                                        |
| 2006      | ф   | Нанкинский пейзаж                                | эпизод                                       |
| 2006      | с   | Русское средство                                 | эпизод                                       |
| 2007      | с   | Громовы. Дом надежды                             | Сергей, инспектор ГАИ, друг Василия Майорова |
| 2008      | с   | Ермоловы                                         | Эпизод                                       |
| 2008      | с   | Закон и порядок: Отдел оперативных расследований | эпизод                                       |
| 2008      | с   | След                                             | Евгений Сергеевич Новиков (подозреваемый)    |
| 2008—2012 | с   | Обручальное кольцо                               | Эпизод                                       |
| 2008      | ф   | Технология                                       | эпизод                                       |
| 2010      | с   | Адвокат-7                                        | Степан Сергеевич, патологонат                |
| 2010      | тф  | Гром ярости                                      | эпизод                                       |
| 2010      | с   | Вендетта по-русски                               | Примус (в титрах не указан)                  |
| 2010      | ф   | Парень с Марса                                   | эпизод                                       |
| 2010      | с   | Час Волкова 4                                    | Никешин                                      |
| 2011      | с   | Бомбила                                          | помощник Лаврова                             |
| 2011      | с   | Госпиталь                                        | Хегеман                                      |
| 2011      | с   | МУР. Третий фронт                                | эпизод                                       |
| 2011      | с   | Пятницкий                                        | Суханов, дебошир                             |
| 2011      | с   | СК                                               | Ефимов                                       |
| 2012      | с   | Бигль                                            | эпизод                                       |
| 2012      | с   | Жизнь и судьба                                   | эпизод                                       |
| 2012      | ф   | Здрасьте, приехали!                              | охранник                                     |
| 2012      | с   | Знак истинного пути                              | бомж                                         |
| 2012      | с   | Крапленый                                        | капитан в СИЗО                               |
| 2012      | с   | Страна 03                                        | пациент                                      |
| 2012      | с   | ЧС (Чрезвычайная ситуация)                       | приятель Сереги                              |
| 2013      | с   | Мент в законе-7                                  | таксист                                      |
| 2013      | с   | Ночные ласточки                                  | эпизод                                       |
| 2014      | с   | Братаны-4                                        | Вячеслав Шипулин (Шип)                       |
| 2014      | ф   | Грешник                                          | водитель грузовика                           |
| 2014      | с   | Игра. Реванш                                     | забулдыга                                    |
| 2014      | с   | Москва. Три вокзала                              | Вадим Дьячков, племянник Суворовой           |
| 2014      | с   | Обнимая небо                                     | усатый                                       |
| 2015      | с   | Пенсильвания                                     | Юрий («Юрец»), сосед Козловых                |
| 2016      | с   | Второе зрение                                    | участковый                                   |
| 2016      | с   | Крыша мира                                       | Вася, племянник первого мужа бабушки Ярика   |
| 2017      | с   | Морозова                                         | таксист                                      |
| 2017      | с   | Мурка                                            | "Харлашка" (Харлампий Антонов)               |
| 2017      | кор | Z                                                | работник сцены                               |
| 2018      | с   | Свидетели                                        | эпизод                                       |
| 2018      | ф   | Счастья! Здоровья!                               | эпизод                                       |
| 2019      | с   | Эпидемия                                         | инфицированный                               |
| 2021      | с   | Кулагины                                         | главврач                                     |
| 2022      | ф   | Марш утренней зари                               | член жюри 1                                  |
| 2024      | ф   | Тур с Иванушками                                 | Отец Вики                                    |

## Озвучивание компьютерных игр
- 2006 — Dreamfall: Бесконечное путешествие — мужчина-учёный
- 2006 — Paradise — колдун Вамганга